# Iva Pacetti
Iva Pacetti (ur. 13 grudnia 1898 w Prato, zm. 20 stycznia 1981 w Mediolanie) – włoska śpiewaczka, sopran.

## Życiorys
Studiowała we Florencji i Mediolanie, na scenie zadebiutowała w 1920 roku w Prato rolą tytułową w Aidzie Giuseppe Verdiego.  Od 1922 roku występowała w Genui, następnie w 1925 roku otrzymała angaż do Teatro Costanzi w Rzymie, gdzie zagrała tytułową rolę w rzymskiej premierze Turandot (1926). W 1922 roku po raz pierwszy, jako Helena w Mefistofelesie Arriga Boita, wystąpiła na deskach mediolańskiej La Scali. Później, zaangażowana przez Arturo Toscaniniego, była w latach 1927–1942 czołową primadonną tej sceny. Na scenie często partnerował jej Beniamino Gigli. W La Scali zasłynęła rolami w operach Giuseppe Verdiego, Giacomo Pucciniego, Ildebrando Pizzettiego i Richarda Straussa oraz w przywróconej po 142 latach na scenę operze Luigiego Cherubiniego Les deux journées (1942). Gościnnie występowała m.in. w Covent Garden Theatre w Londynie, Teatro Colón w Buenos Aires i w operze w Chicago. Po raz ostatni wystąpiła na scenie w 1947 roku w Rzymie w tytułowej roli w Turandot. W późniejszych latach poświęciła się pracy pedagogicznej w Mediolanie.